# 樂恢
樂恢（？年—91年），字伯奇，京兆郡長陵縣（今陝西省咸陽市）人，東漢尚書僕射。

## 生平
樂恢的父親樂親是縣吏，因為得罪了縣令而被逮捕準備處決。樂恢當年十一歲，跪在衙門外，從早到晚都在哭泣。縣令憐憫他，便放了樂親。
樂恢喜好經學，拜焦永爲師。焦永任河東太守時，樂恢跟隨前往，閉門讀書，不和官場人士來往。後來焦永因事被調查，他的學生們都為焦永疏通關係而被捕，只有樂恢清白不被法所污染，於是立志做名儒。樂恢性廉直特立，行爲不合己意的人，即便有權勢的人也不和他有所往來。信陽侯陰就多次送禮請樂恢，樂恢都不作答複。
樂恢擔任本郡郡吏，太守犯法被殺，太守的朋友們不敢前往哀悼，只有樂恢奔喪穿孝服，因而被免官抵罪。後來樂恢又當郡裡的功曹，依然剛正嚴格，不因私枉法。
同郡的楊政屢次詆毀樂恢，樂恢仍舉薦楊政的兒子為孝廉。後來樂恢被徵闢到司空牟融府。此時正好蜀郡太守第五倫代替牟融任司空，樂恢認爲他和第五倫同郡，所以不願留任，推薦潁川杜安後離開。許多人士都讚賞他的行為，好幾次受徵召，樂恢都沒有前往任職。
朝廷徵召樂恢任議郎。當時車騎將軍竇憲出征匈奴，樂恢數次上書諫爭，朝廷表彰他的忠心，入朝擔任尚書僕射。河南尹王調、洛陽令李阜與竇憲交情深厚，放縱不受拘束。樂恢劾奏王調、李阜，牽連到司隸校尉。樂恢檢舉都毫無忌諱，權貴們相當討厭他。竇憲的弟弟夏陽侯竇瓌想與樂恢結交，樂恢謝絕不和他來往。竇憲兄弟行為放縱，又忿恨樂恢不依附竇氏。

### 樂恢諫言
樂恢的妻子每次都勸樂恢，認為古人都能容身避害，沒必要以言取怨？樂恢感嘆說他在朝為官不能空占著職位而不做事！樂恢上疏諫言：「臣聽聞百位君王的過失，都是因為權力移轉到下屬。大臣主持國政，常因勢盛爲咎。想起先帝，聖德不夠長，棄萬國離去。陛下正是春秋之年，繼承大業，外戚不應該干涉，向天下暴露私心。經書上說：『天地乖互，眾物夭傷。君臣失序，萬人受殃。』政治有誤而不補救，結果無法預測。當務之急，上位者應以大義為重割捨這樣的聯繫，下位的人要以謙讓的態度引退。四位國舅才能夠保有爵土的榮耀，皇太后才不辜負宗廟之憂，這是上等之策。」上奏的言論沒有被理會。

### 被逼自殺
竇太后臨朝後，漢和帝沒有親自過問國事，樂恢的建言沒有被採納於是稱病請辭。朝廷下詔賜錢，派太醫前去看病。樂恢推薦任城郭均、成陽高鳳接替自己的職務，聲稱自己病得很嚴重。朝廷拜樂恢為騎都尉，樂恢上書推辭，詔令讓他上繳印綬，返鄉回長陵。竇憲暗中嚴令州郡官府脅迫樂恢，樂恢被迫服毒自殺。朝臣們都很恐懼，望風承旨，迎合竇憲，沒有人敢反抗。
樂恢的門生們為他服喪的多達幾百人，很多人對他的離世都很悲痛。
竇氏被誅後，漢和帝開始親政，樂恢之門生何融等人上書陳述樂恢的忠節，朝廷任命樂恢的兒子樂己爲郎中。

## 延伸阅读
[在维基数据编辑]
 《後漢書/卷43》，出自范晔《後漢書》
 《東觀漢記》